# Invasion russe de la Mandchourie
Pour les articles homonymes, voir Bataille de Mandchourie.
Révolte des Boxers
Batailles
m
- Temple Senluo (en)
- Légations de Pékin (en)
- 1re intervention (en)
- Langfang (en)
- Forts de Taku
- Massacre de Blagovechtchensk
- Massacre de Taiyuan (en)
- Tianjin
- Beicang (en)
- 2e intervention (en)
- Yangcun (en)
- Pékin
- Beitang (en)
- Shanhaiguan (en)
- Mandchourie

L'invasion russe de la Mandchourie se déroule durant la révolte des Boxers à la suite de l'attaque de ces-derniers des intérêts russes dans la région avec le soutien des troupes régulières chinoises.
En prélude de l'invasion a lieu une lutte pour le contrôle du fleuve Amour, les Chinois bombardant des troupes et des villes russes de l'autre côté du cours d'eau et tentant même d'envahir le territoire russe, ce qui est repoussé par les cosaques. En réponse, les Russes occupent la rive droite du fleuve avant de finalement procéder à l'invasion de toute la région.
Après la fin de la révolte des Boxers, les Russes s'engagent dans le protocole de paix Boxer à se retirer de Mandchourie, mais ne s'exécutent pas, ce qui sera l'une des causes de la guerre russo-japonaise qui éclate en 1904.

## Préludes

### Attaques de Boxers contre le chemin de fer de l'Est chinois
Lorsque les Boxers attaquent le chemin de fer de l’Est chinois en 1900, la Russie envahit la Mandchourie en retour.
Les troupes impériales chinoises se livrent à des attaques contre les Russes, et lors dans un incident, tuent un cosaque, puis quinze autres Russes avec l'attaque de la cavalerie chinoise. Les Boxers détruisent des chemins de fer et coupent des lignes télégraphiques, et les mines de charbon de Yen-t'ai sont incendiées par les forces chinoises. Les Chinois brûlent un pont, sur lequel passe une voie ferrée, et une caserne le 27 juillet. Les Boxers détruisent les voies ferrées en Mandchourie dans le but d'empêcher les soldats ennemis de se déplacer. Des édits impériaux sont affichés pour appeler à des attaques contre les Russes, et les gares du chemin de fer de Mandchourie du Sud passent sous le contrôle des Boxers.
Avec la construction du chemin de fer de Mandchourie du Sud, Mukden devient un bastion russe, et sera occupée après la révolte des Boxers,.

### Bataille de Pai-t'ou-tzu
La bataille de Pai-t'ou-tzu est un affrontement entre les forces impériales chinoises régulières et un avant-poste d'infanterie russe situé en territoire chinois. Avant même que les Boxers ne se soulèvent contre l'influence étrangère, un avant-poste de troupes russes était présent de l'autre côté de la frontière chinoise près du village de Pai-t'ou-tzu près de Liaoyang. Il est garni de 204 soldats russes commandés par le colonel Pavel Michtchenko. Lorsque les hostilités commencent, les autorités chinoises proposent une garantie de passage sûr en échange de sa retraite au sud de Liaoyang. Cela est refusé, et Michtchenko demande à la place à sa hiérarchie plus de troupes pour renforcer sa position.
Avant que la position russe puisse être renforcée, des combats éclatent. Au cours des premières étapes de la bataille qui suit, les canons chinois bombardent les flancs droit et avant russes, faisant 14 morts et 5 blessés. Tirant à longue distance sur des trajectoires élevées, l'artillerie chinoise atteint ses cibles, mais à plus courte distance les tirs s'avèrent imprécis. L'infanterie régulière chinoise armée de fusils avance, rampant sous les tirs d'artillerie, vers le périmètre de défense russe d'environ 32 m². Lorsque le feu russe ralentit, les troupes chinoises reprennent leur attaque et alternent entre l'avance et la retraite jusqu'à ce que la position russe soit envahie. Les pertes des deux côtés sont incertaines mais le détachement russe est peut-être anéanti.

### Batailles sur le fleuve Amour

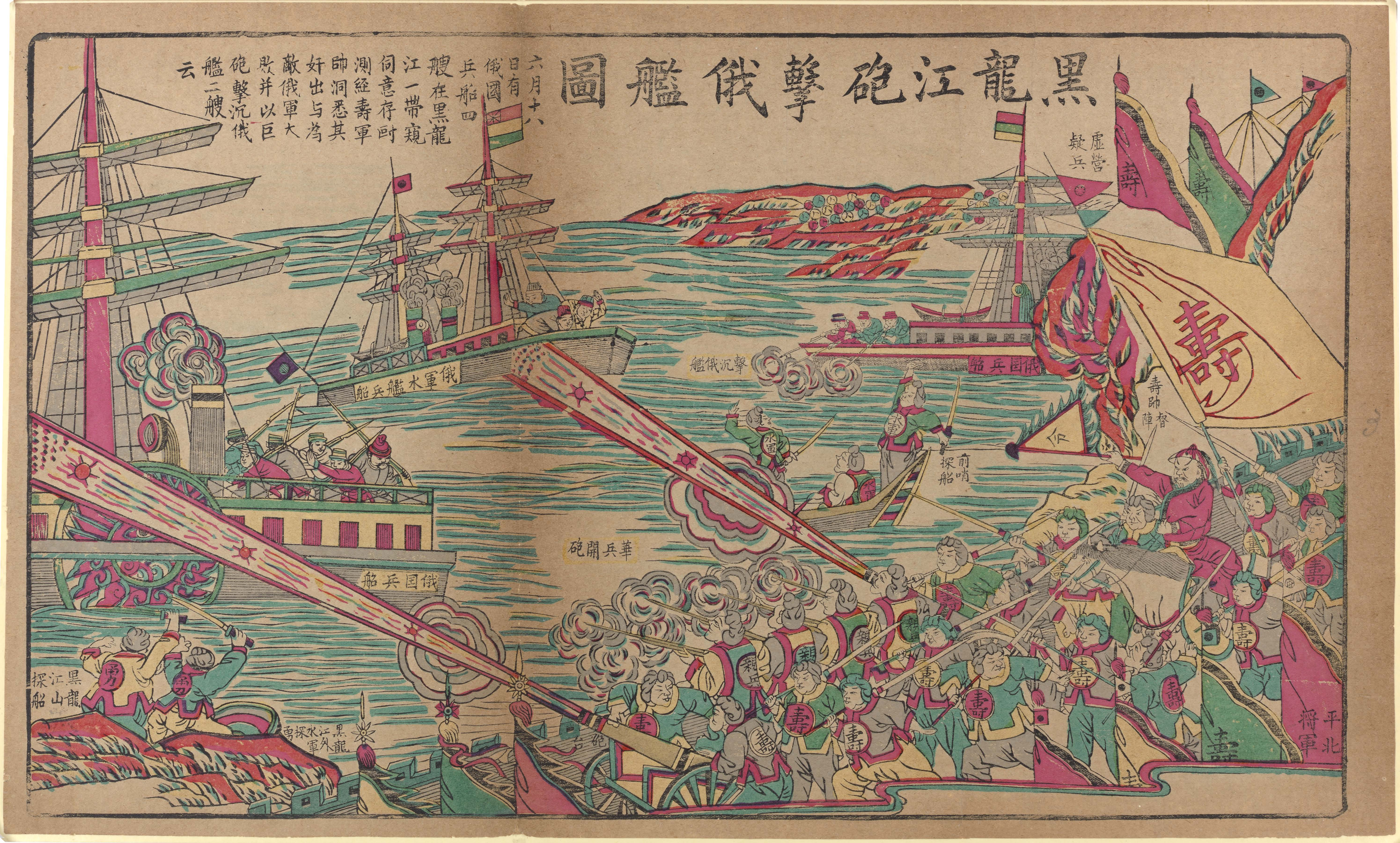
Combat naval entre Chinois et Russes pour le contrôle de l'Amour.

Les batailles sur le fleuve Amour sont des affrontements frontaliers entre les troupes de l'armée impériale chinoise alliées aux Boxers et les forces russes qui visent le contrôle du fleuve Amour pour la navigation.
Les Chinois convoquent tous les hommes disponibles pour combattre, et les forces et garnisons chinoises rassemblent l'artillerie et bombardent les troupes et les villes russes de l'autre côté de l'Amour. Bien que les cosaques repoussent les tentatives de passages de l'armée chinoise en Russie, les troupes chinoises intensifient leurs tirs d'artillerie. Pour se venger des attaques contre les villages chinois, les troupes de Boxers incendient des villes russes et anéantissent presque une force russe à Tieling,.
Le gouverneur russe K.N. Gribsky ordonne aux cosaques de détruire tous les postes chinois sur le fleuve Amour. Le 20 juillet, les forces russes (dont 16 compagnies d'infanterie, une centaine de cosaques et 16 canons) franchissent l'Amour près de Blagovechtchensk avec l'appui des vapeurs Selenga et Sungari. Le 20 juillet, les troupes russes capturent Saghalien, puis le 22, Aïgoun.

Après la victoire sur les forces chinoises, le général-gouverneur de la région de l'Amour, Nikolaï Grodekov, décide d'annexer la rive droite du fleuve Amour, et envoie un télégramme à Saint-Pétersbourg, mais le ministre russe de la Guerre Alexeï Kouropatkine interdit une telle action :
En raison de la restauration des bonnes relations avec la Chine dans un avenir proche, Sa Majesté a décidé de n'annexer aucune partie de la Chine.

## Invasion russe du nord et du centre de la Mandchourie
L'écrasement des Boxers dans le nord et le centre de la Mandchourie est menée lors de l'invasion par 100 000 hommes de l'armée russe.
Le 29 juin 1900, la première force russe (deux régiments de fusiliers et quelques cosaques de Khabarovsk) traverse la frontière chinoise, suivie par des unités de Blagoveshchensk, Nikolsk-Oussouriisk, et autres villes.
La résistance chinoise en Mandchourie est menée à la fois par l'armée impériale régulière, y compris les hommes des Huit Bannières mandchoues et les troupes impériales chinoises, et par les Boxers. Les défenseurs sont anéantis face une invasion russe à cinq fronts et, si les Russes tuent de nombreux Mandchous, des milliers s'enfuient vers le sud. Les cosaques pillent leurs villages et leurs biens, avant d'y mettre le feu. Pour se venger, les Boxers chinois et l'armée impériale envahissent un grand village russe et y tuent de nombreux civils, avant de piller et brûler toutes leurs maisons,. La Mandchourie est partiellement occupée par les Russes à la suite de cette campagne.

### Défense de Yingkou
La bataille de Yingkou a lieu lorsque les forces chinoises tentent de résister à l'invasion russe. Contrairement aux batailles en Chine pendant la révolte des Boxers, les batailles entre Chinois et étrangers en Mandchourie sont exclusivement entre Chinois et Russes. La Russie est la seule puissance à attaquer Yingkou qui est à l'époque l'un des principaux ports maritimes de Mandchourie.
Yingkou est partagée en une concession étrangère et une ville chinoise. Pavel Michtchenko doit engager ses troupes de réserve pour gagner le combat. Lorsque les Russes s'emparent de la ville, un certain nombre de Boxers et de troupes impériales chinoises réussissent à fuir. Le mouvement des troupes russes et de leurs canons est entravé par la présence de douves, de terrains boueux, et l'arrivée de précipitations.

## Conséquences
En novembre 1900, la majeure partie de la Mandchourie est pacifiée par les forces russes. Le ministre de la Guerre, le général Kouropatkine, rapporte que les pertes russes sont de 22 officiers et 220 hommes tués, ainsi que de 60 officiers et 1 223 hommes blessés. Aucun rapport n'existe pour les pertes chinoises, mais les estimations les situent à un niveau beaucoup plus élevé que les pertes russes. Le lieutenant-général Nicolas Linevitch, par exemple, donne l'ordre de détruire des villes et d'exécuter des Chinois en représailles aux attaques contre le chemin de fer russe en Mandchourie. Cette politique est ensuite modifiée et au moins huit cosaques sont exécutés par pendaison par un tribunal militaire pour crimes contre des civils.
Serge Witte conseille au tsar de retirer les forces russes de Mandchourie, mais Kouropatkine plaide pour une présence russe continue dans la région. Les Russes tentent d'obtenir des accords favorables en échange d'un retrait, mais la Chine refuse,.1
Les bandits honghuzi continuent à sévir en Mandchourie malgré les multiples tentatives visant à leur éradication et les massacres dirigés contre eux par les forces cosaques. Ils seront enrôlés par les Japonais pendant la guerre russo-japonaise pour attaquer les Russes sur leurs arrières.

### Guerre russo-japonaise
Le Japon est furieux que la Russie ne se soit pas retirée conformément au traité qu'elle avait signé dans le protocole de paix Boxer dans lequel elle promettait son retrait de la région.